# João José da Cunha Fidié
João José da Cunha Fidié (finales del siglo XVIII - 1856) fue un militar portugués. Fue un comandante portugués de la Orden Militar de Avis y director del Real Colégio Militar. Es recordado en Piauí por haber sido el general que provocó la Batalla de Jenipapo bajo el mando de la Corona portuguesa.

## Biografía
Se alistó como cadete en el Ejército portugués en enero de 1809, en el Regimiento de Infantería N.º 10. Participó en la Guerra de Independencia Española, presenciando las batallas de Buçaco, Albuera, Vitória, Pireneus, Nivelle, Nive, Orthez y Tolouse, así como los sitios de Olivença y Badajoz, y varios combates y acciones en las que resultó herido hasta el final de la campaña.
Ofreció embarcarse en la División de Voluntarios Reales que iba a Montevideo, en la entonces Provincia Cisplatina, en Brasil, pero no fue admitido por ser un teniente moderno. En 1817 una División portuguesa se embarcó para Brasil y, como su regimiento no había sido nominado para esa expedición, cambió con un oficial del Regimiento de Infantería No. 15, logrando así partir hacia América del Sur, donde sirvió en 1817 y 1818.
Sirvió como ayudante de campo al gobernador de la isla de Madeira en 1819 y 1820.
Fue nombrado Gobernador de Armas de la entonces provincia de Piauí, en la región nordeste de Brasil, en diciembre de 1821. Desembarcó en Parnaiba (Piauí), en el litoral de la Provincia, en agosto de 1822. En el contexto de la Guerra de Independencia de Brasil, marchó inmediatamente a la ciudad de oeiras capital de Piauí en ese momento, pero en el camino cercano a la ciudad de Campo Maior sostuvo una feroz lucha con los partidarios de la independencia (1823) bajo el mando del brigadier Manoel de Sousa Martins. La batalla se conoció como batalla de Jenipapo dejando 200 muertos en el lado de Piauí/Brasil. .
Llamado por las autoridades de Caxias, en la entonces Provincia de Maranhão, fue allí para dirigir la defensa de esa aldea. Sin embargo, a medida que crecían las fuerzas de los rebeldes, mientras declinaban las de los defensores, la escuadra capituló ante las tropas dirigidas por el capitán general de Crato José Pereira Filgueiras y Fidié fue arrestado y enviado, ocho meses después, bajo escolta, de vuelta a Oeiras. Trasladado a Salvador, Bahía, de allí fue trasladado a Río de Janeiro, donde estuvo preso en la fortaleza de São Francisco Xavier da Ilha de Villegagnon hasta que el Emperador Pedro I de Brasil le concedió la libertad. permitiéndole regresar a Portugal.
En 1825 fue nombrado primer comandante del Real Colégio Militar y, en ocasiones, durante la ausencia del director, se encargó de la dirección de dicho establecimiento hasta que, dejando Lisboa, y apareciendo en 1832 en Porto ante 16º duque de Bragança, fue nombrado subdirector del arsenal de esa ciudad.
De regreso a Lisboa, fue director efectivo del Real Colegio Militar, cargo que ocupó desde 1837 hasta 1848, año en que obtuvo su exoneración, retirándose en 1854 al cargo de Teniente General.

## Trabajo
A lo largo de su carrera fue autor de las siguientes obras:
- Breves aclaraciones sobre el Collegio Militar, ofrecidas a las Cortes, Lisboa, 1843;
- Varía la fortuna de un soldado portugués, memoria de interés personal, y prueba de las pretericiones que asegura haber sufrido para acceder a altos cargos.